# 394. п. н. е.

## Догађаји
- Битка код Книда: Спартанска флота је поражена у спартанско-перзијском рату
- Битка код Немеје: Спартанска војска се брани од непријатељске коалиције (Теба, Атина, Коринт и Аргос)
- Битка код Коронеје: У вријеме коринтског рата, Спарта побјеђује противничку коалицију
- Поновна изградња дугог атенског зида.
- Пад олигархије у Плејусу
- 14. август - прстенасто помрачење сунца у Италији, сјев. Грчкој и малој Азији.